# قوائم الصحف
فيما يلي قوائم بالصحف مرتبة حسب القارة.